# Puntius aurotaeniatus
Puntius aurotaeniatus е вид лъчеперка от семейство Шаранови (Cyprinidae).

## Разпространение
Видът е разпространен в реките Меконг и Чао Прая.

## Описание
Този вид може да достигне дължина от 6 см.